# Bolitoglossa mexicana
La salamandra messicana (Bolitoglossa mexicana Duméril, Bibron e Duméril, 1854) è un anfibio caudato della famiglia Plethodontidae.

## Descrizione
Questa salamandra si arrampica e si sposta agilmente tra i rami grazie ai polpastrelli adesivi, alle dimensioni ridotte e alla coda prensile. La lingua, a forma di fungo, è usata per catturare soprattutto insetti. Come suggerisce la sua vivace colorazione, bronzea o rossastra, è in grado di emettere dalla pelle secrezioni nocive per difendersi.

## Biologia
Si riproduce in ogni momento dell'anno, eccetto nei periodi secchi o freddi.

## Distribuzione e habitat
Vive in America Centrale tra Belize, Guatemala, Honduras, Messico e, forse, Nicaragua.
I suoi habitat naturali sono la foresta tropicale di bassa quota e la foresta premontana. La sua sopravvivenza è legata alla presenza di Bromeliaceae ed altre epifite che le garantiscono protezione nella stagione secca. È possibile anche trovarla nelle piantagioni di banane e di caffè.